# Dāliyat el Karmil
Dāliyat el Karmil (engelska: Carmel City, hebreiska: דלית אל כרמל) är en ort i Israel.   Den ligger i distriktet Haifa, i den norra delen av landet. Dāliyat el Karmil ligger 414 meter över havet och antalet invånare är 25 000.
Terrängen runt Dāliyat el Karmil är huvudsakligen kuperad, men den allra närmaste omgivningen är platt. Dāliyat el Karmil ligger uppe på en höjd.Runt Dāliyat el Karmil är det mycket tätbefolkat, med 1 018 invånare per kvadratkilometer. Närmaste större samhälle är Haifa, 14,9 km norr om Dāliyat el Karmil. Omgivningarna runt Dāliyat el Karmil är en mosaik av jordbruksmark och naturlig växtlighet.